# Captive State
Captive State és una pel·lícula estatunidenca de ciència-ficció del 2019 dirigida per Rupert Wyatt i coescrita per Wyatt i Erica Beeney. És protagonitzada per John Goodman, Vera Farmiga, Ashton Sanders i Jonathan Majors.

## Sinopsi
El 2027, nou anys després d'una invasió a la Terra, la vida és complicada a Chicago, prop del quarter de Near West Side. Una xarxa de resistents ha pres posicions, i projecten un atac. Els resistents són perseguits per la policia quan té lloc l'atemptat, l'objectiu principal de la policia és detenir els membres de la xarxa.

## Repartiment
- John Goodman com a William Mulligan
- Ashton Sanders com a Gabriel Drummond
- Jonathan Majors com a Rafe
- Machine Gun Kelly com a Jurgis
- Vera Farmiga com a Jane Doe
- Alan Ruck com a Rittenhouse
- Kevin Dunn com el cap de la policia Igoe
- David J Height com el mestre de cerimònies
- Madeline Brewer com a Rula
- Ben Daniels com a Daniel
- D. B. Sweeney com a Levitt
- Kevin J. O'Connor com a Kermode
- Kiki Layne com a Carrie
- Marc Grapey com l'alcalde Ed Lee
- James Ransone com a Ellison